# Чемпионат Азии по турецким шашкам
Чемпионат Азии по турецким шашкам — соревнование, которое проводится Азиатской конфедерацией шашек, а также Международной федерацией шашек (IDF) в рамках чемпионата Азии по шашкам, который проходит также по международным шашкам (с 1999 года) и по шашкам-64 (с 2002 года). Первый чемпионат проведён среди мужчин в 2015 года и в 2016 года среди женщин.

## История
Первый чемпионат среди мужчин прошёл в Ташкенте, Узбекистан. В турнире приняли участие 17 спортсменов из 7 стран. Чемпионом стал Ясем Алали из Кувейта. Второй чемпионат прошёл в 2016 году в Улан-Баторе, Монголия. В нём приняли участие 5 спортсменов из Монголии, Китая и Узбекистана. Одновременно проходил первый чемпионат среди женщин, в котором участвовали 6 спортсменок из Монголии, Китая и Казахстана. В 2017 году в Ташкенте чемпионат Азии прошёл только среди мужчин. Участвовали 22 спортсмена из Кувейта, Монголии, Узбекистана и Казахстана.
Очередной чемпионат был проведён в 2022 году, из-за пандемии Covid 19. Участвовали 38 спортсменов из Кувейта, Монголии, Узбекистана, Казахстана и Японии. У женщин соревновалась 31 спортсменка из Узбекистана и Монголии.
В 2024 году на чемпионате приняли участие 35 шашистов из Кувейта, Монголии, Узбекистана, Казахстана, Японии, Индии, Пакистана и Сингапура. У женщин соревновались 18 спортсменок из Узбекистана, Монголии и Казахстана.

## Призёры

### Мужчины
| Год  | Место       | Золото              | Серебро            | Бронза              |
| 2015 | Ташкент,    | Ясем Алали          | Абдурахман Алаземи | Омран Фади          |
| 2016 | Улан-Батор, | Тянь Чэнчэн         | Самандар Каланов   | Дашлхагва Туменнаст |
| 2017 | Ташкент,    | Naser Hawas         | Мохаммад Алаземи   | Абдурахман Алаземи  |
| 2019 | Ташкент,    | Мохаммад Алаземи    | Naser Hawas        | Hoca Theeb          |
| 2022 | Ташкент,    | Хамад Альтари       | Яхья Джаафар       | Ахмад Аль Салех     |
| 2024 | Ташкент,    | Mohammad Alberaywej | Ахмад Аль Салех    | Ясем Алали          |

### Женщины
| Год  | Место       | Золото                   | Серебро            | Бронза                 |
| 2016 | Улан-Батор, | Батдэлгэрийн Нандинцэцэг | Гантумур Маралма   | Айза Журкабай          |
| 2019 | Ташкент,    | Нигора Ержигитова        | Din Asmo Mohhamad  | Шахзода Турсунмуротова |
| 2022 | Ташкент,    | Пуревсурен Сурмаасурен   | Цогтгерель Цацрал  | Феруза Абдухалилова    |
| 2024 | Ташкент,    | Уганбаатар Баяржаргал    | Гантулга Зульцецег | Доржнамджин Наранмишил |